# Fossoy
Fossoy – miejscowość i gmina we Francji, w regionie Hauts-de-France, w departamencie Aisne.
Według danych na styczeń 2014 roku gminę zamieszkiwało 588 osób, a gęstość zaludnienia wynosiła 81,4 osób/km².